# Beate Gerlach
Beate Gerlach (* 20. Jahrhundert in Magdeburg) ist eine deutsche Synchronsprecherin sowie Synchronautorin und Dialogregisseurin.

## Leben
Beate Gerlach war ab 1969 zunächst als Theaterschauspielerin aktiv. Seit 1987 ist sie Synchronsprecherin, seit Anfang der 1990er Jahre auch Synchronautorin und -regisseurin in Berlin.
Sie ist mit dem Synchronsprecher Rainer Gerlach verheiratet.

## Filmografie (Auswahl)

### Synchronrollen

#### Filme
- 1997: Das fünfte Element: Maïwenn als Diva
- 1999: Balzac – Ein Leben voller Leidenschaft: Virna Lisi als Madame de Berny
- 2010: Arrietty – Die wundersame Welt der Borger: Haru (Zeichentrickfilm)
- 2010: Inuk: Rebekka Jørgensen als Aviaaja
- 2011: My Week with Marilyn: Zoë Wanamaker als Paula Strasberg
- 2013: Dallas Buyers Club: Deneen Tyler als Denise
- 2014: Boyhood: Libby Villari als Großmutter
- 2020: Onward: Keine halben Sachen: Tracey Ullman als Grecklin

#### Serien
- 2012: Koma: Ellen Burstyn als Mrs. Emerson (Miniserie)
- 2012–2013: Scandal: Debra Mooney als Verna Thornton
- 2013: Defiance: Fionnula Flanagan als Nicky Riordon
- 2013: Orange Is the New Black: Michelle Hurst als Claudette Pelage
- 2017–2018: Britannia: Zoë Wanamaker als Königin Antedia
- 2018: Jäger – Tödliche Gier: Maria Langhammer als Sanna (Miniserie)
- 2019: Stadtgeschichten: Olympia Dukakis als Anna Madrigal (Miniserie)

### Synchronregie/Dialogbuch
- 2008: Barbie und das Diamantschloss
- 2012–2013: Salamander (Fernsehserie)
- 2013–2015: Cedar Cove – Das Gesetz des Herzens (Fernsehserie)
- 2017: La Zona – Do not cross (Fernsehserie)